# Iliana de la Garza
Iliana Elizabeth de la Garza Gaytán (Monclova, 14 de junio de 1955 - Ciudad de México, 12 de enero de 2025), fue una actriz mexicana que participó en varias producciones para Televisa como Mujer, casos de la vida real, La rosa de Guadalupe y la telenovela Salomé, entre otras más.

## Fallecimiento
Falleció el 12 de enero de 2025 producto de un paro respiratorio derivado de un infarto. La noticia fue confirmada tanto por la ANDI como por su hermano Armando de la Garza, quien constató que la actriz falleció a los 69 años de edad.

## Filmografía

### Telenovelas[12]
- 2017 - Mi adorable maldición... Maximina Bautista
- 2016 - Corazón que miente... Eva
- 2015 - La sombra del pasado...
- 2012-2013 - La mujer del Vendaval... Penélope
- 2011 - Ni contigo ni sin ti... Cuca
- 2009 - Sortilegio... Julia Fernández
- 2008-2009 - En nombre del amor... Felipa
- 2007-2008 - Pasión... Cleotilde
- 2006 - Código postal... Torina Mendiola
- 2005 - Pablo y Andrea... Lupe
- 2004-2005 - Mujer de madera... Chonita
- 2004 - Amar otra vez... Hortensia
- 2001-2002 - Salomé... Leonor
- 1999 - Nunca te olvidaré... Petra

### Series de TV
- 2012-2014 - Como dice el dicho... Varios episodios
- 2008-2010 - La rosa de Guadalupe... Varios episodios
- 2005-2006 - Mujer, casos de la vida real... Varios episodios

### Cine
- 2016 - Estar o no estar... Margarida